# Giulia Alberico
Giulia Alberico (San Vito Chietino, 1949) es una escritora italiana, premiada en los campos de la narrativa y el ensayo.

## Biografía
Hija de una maestra rural, ella misma ha sido profesora de italiano y de historia durante más de treinta años en distintos institutos superiores de Roma, ciudad en la que reside.
Aunque dice haber escrito desde los cuatro años, no se decidió a publicar hasta cumplidos los cincuenta, a invitación de la célebre editora siciliana Elvira Sellerio.

## Obras

### Narrativa
- Madrigale, cuentos, Sellerio, 1999 (premio Arturo Loria 2000). Una de las tres historias de este volumen ha sido publicada separadamente en español: La casa de 1908, Minúscula, Barcelona, 2018.
- Il gioco della sorte, novela, Sellerio 2002
- Come Sheherazade, novela, Rizzoli, 2004
- Il vento caldo del Garbino, novela, Mondadori 2007
- Cuanta pasion! Storie di fatica, d'avventura e d'amore nella scuola pubblica italiana, cuentos, Mondadori 2009
- Un amore sbagliato, novela, Sonzogno 2015
- Grazia, novela, SEM, 2017
- La signora delle Fiandre, Piemme, 2021

### Ensayo
- Il corpo gentile. Conversazione con Massimo Girotti, Sossella 2003
- I libri sono timidi, Filema 2007 (premio Torre Petrosa 2008). Ed esp.: Los libros son tímidos. Periférica, Cáceres, 2011.
- Notizie di Aligi. Sei narratori abruzzesi, Carabba 2009
- Sicuramente ho rubato. Conversazioni sulla scrittura, i libri, la scuola, con Simone Gambacorta, Duende 2012.